# Liste der Kulturdenkmäler in Höringen
In der Liste der Kulturdenkmäler in Höringen sind alle Kulturdenkmäler der rheinland-pfälzischen Ortsgemeinde Höringen aufgeführt. Grundlage ist die Denkmalliste des Landes Rheinland-Pfalz (Stand: 27. November 2018).

## Denkmalzonen
| Bezeichnung             | Lage                   | Baujahr                 | Beschreibung                                                                             | Bild |
| ----------------------- | ---------------------- | ----------------------- | ---------------------------------------------------------------------------------------- | ---- |
| Denkmalzone Hauptstraße | Hauptstraße 27–33 Lage | 17. und 18. Jahrhundert | charakteristisches Ensemble bäuerlicher barocker Fachwerkhäuser, 17. und 18. Jahrhundert | BW   |

## Einzeldenkmäler
| Bezeichnung              | Lage                          | Baujahr                            | Beschreibung | Bild |
| ------------------------ | ----------------------------- | ---------------------------------- | --- | ---- |
| Simultankirche St. Peter | Friedhofsweg ohne Nummer Lage | vor dem 16. Jahrhundert            | im Kern wohl hochmittelalterlicher, spätgotisch veränderter (16. Jahrhundert ?), barock überformter Saalbau, bezeichnet 1785                                                             | BW   |
| Hofanlage                | Hauptstraße 27 Lage           | zweite Hälfte des 17. Jahrhunderts | Dreiseithof; Fachwerk-Wohnstallhaus, wohl aus der zweiten Hälfte des 17. Jahrhunderts, Backhausanbau, Krüppelwalmdachscheune, teilweise Fachwerk, bezeichnet 1845, Stall bezeichnet 1864 | BW   |
| Hofanlage                | Hauptstraße 29 Lage           | 18. Jahrhundert                    | ehemalige Hofanlage; Fachwerkbauten mit Bruchsteinerdgeschoss, 18. Jahrhundert | BW   |
| Wohnhaus                 | Hauptstraße 33 Lage           | 18. Jahrhundert                    | Fachwerkhaus mit Bruchsteinerdgeschoss, 18. Jahrhundert | BW   |